# Aguilar de Campos
Aguilar de Campos é um município da Espanha na província de Valladolid, comunidade autónoma de Castela e Leão, de área 49,80 km² com população de 337 habitantes (2004) e densidade populacional de 6,77 hab/km².

## Demografia
| Variação demográfica do município entre 1991 e 2004 | Variação demográfica do município entre 1991 e 2004 | Variação demográfica do município entre 1991 e 2004 | Variação demográfica do município entre 1991 e 2004 |
| --------------------------------------------------- | --------------------------------------------------- | --------------------------------------------------- | --------------------------------------------------- |
| 1991                                                | 1996                                                | 2001                                                | 2004                                                |
| 431                                                 | 396                                                 | 356                                                 | 337                                                 |